# 岐阜試験場

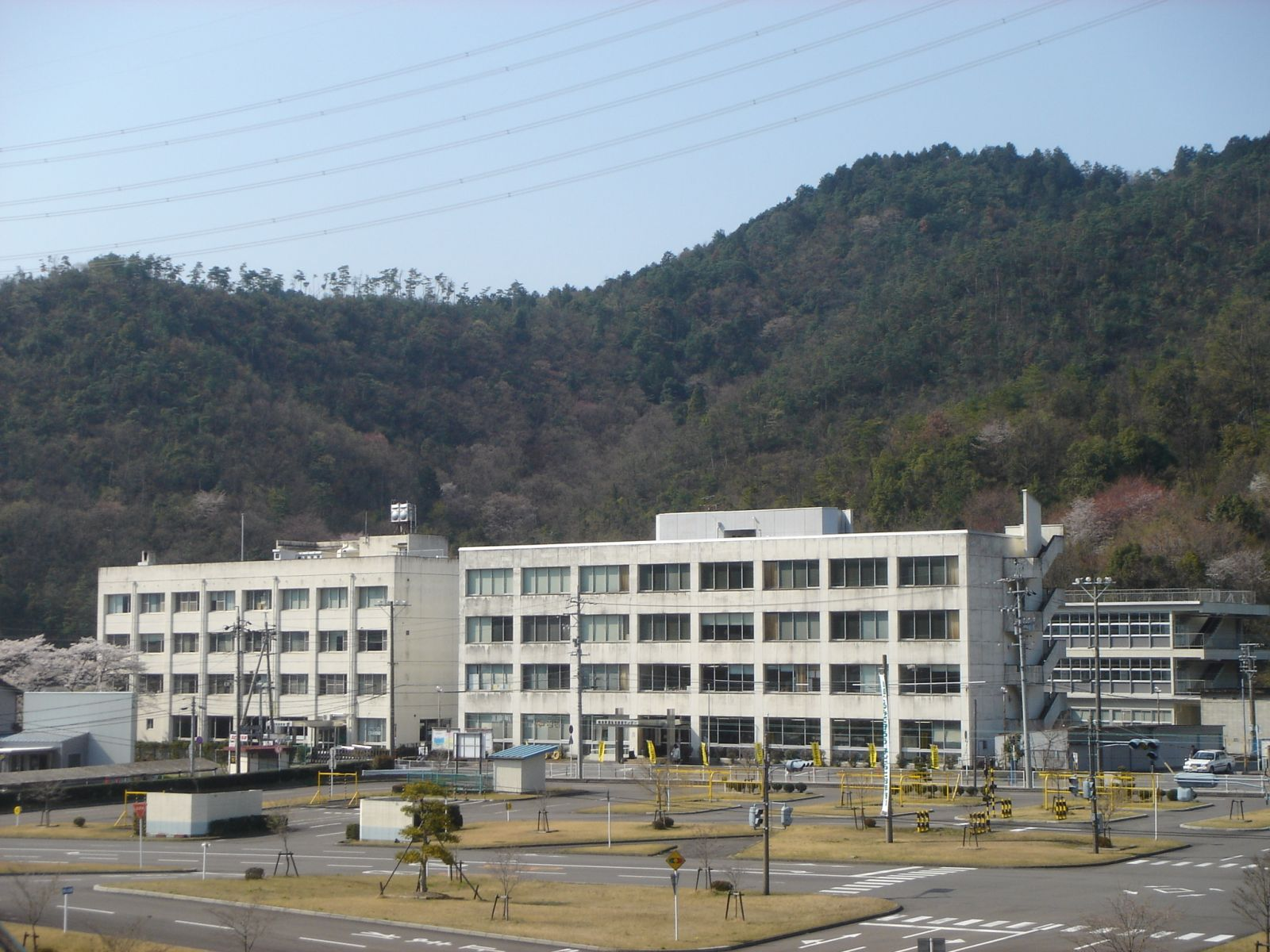
2008年撮影

岐阜試験場（ぎふしけんじょう）は、岐阜県岐阜市三田洞東1-22-8にある、岐阜県警察が管理する運転免許試験場。正式名称は、岐阜県自動車運転免許試験場岐阜試験場という。1964年（昭和39年）6月1日に移転、開設された。通称は所在地名による「三田洞」(みたぼら)。なお、免許更新手続きは2015年9月24日よりぎふ清流文化プラザ（旧：未来会館）（岐阜市学園町）に移転し、以降は運転免許試験の手続きのみを担当する。

## 周辺
- 岐阜運転者交通センター
- 三田洞自動車学校
- 岩野田保育所
- 岐阜三田洞郵便局
- 岐阜薬科大学
- 岐阜城北高校
- 国道256号線

## アクセス
- JR岐阜駅・名鉄岐阜駅から岐阜バスで約40分。三田洞団地行き（三田洞自動車学校口下車）。